# Ross 248
Ross 248 és una estrella nana vermella situada aproximadament a 3,2 parsecs, és a dir, a 10,33 anys llum del sistema solar, i per tant, de la Terra. Aquesta estrella és fulgurant, per la qual cosa ocasionalment augmenta la seva lluminositat. El seu veí és l'estrella múltiple Gl 15 (GX i GQ Andromedae), sols a 0,47 pc, o, cosa que és el mateix, 1,54 anys-llum.
La sonda espacial Voyager 2 està viatjant en un camí dirigit poc més o menys en la direcció de Ross 248. En uns 40.000 anys aproximadament la sonda podria passar molt a prop d'aquesta estrella, a una distància de ~1,7 anys llum.

## Distància del Sol

Distàncies de les estrelles més properes des de fa 20.000 fins a 80.000 anys en el futur

Les components de la velocitat espacial d'aquesta estrella al sistema de coordenades galàctiques són [U, V, W] = [−329±07, −743±13, 00±14] km/s. La trajectòria de Ross 248 l'acostarà al Sistema Solar. El 1993, Matthews va projectar que en uns 33.000 anys entraria en un període d'uns 9.000 anys com a estrella més propera al Sol, tan a prop com 3.024 anys llum (0.927 parsecs) en 36.000 anys.
Qualsevol nau espacial futura que s'escapés del Sistema Solar amb una velocitat de 25,4 km/s arribaria a aquesta estrella d'aquí a 37.000 anys, quan l'estrella acabés de passar la seva aproximació més propera. En comparació, el Voyager 1 té una velocitat d'escapament de 16,6 km/s.
Els veïns estel·lars més propers a Ross 248 són Groombridge 34, a 1,8 anys llum de distància, i Kruger 60, a 4,5 anys llum.